# Julius Hibbert
Dr. Julius Michael Hibbert, M.D., meglio noto come dottor Hibbert, è un personaggio della serie animata I Simpson.
Nella versione originale Julius Hibbert è stato doppiato da Harry Shearer fino alla stagione 31 e da Kevin Michael Richardson dalla stagione 32, in seguito alla decisione di non far doppiare più personaggi non bianchi da attori bianchi. Nella serie italiana è doppiato da Davide Marzi (stagioni 1-7) e da Claudio Insegno (dalla stagione 8 in poi).

## Personaggio
È il medico generico ufficiale di Springfield, nonché medico di fiducia della famiglia Simpson. In realtà sembra essere specializzato in varie branche della medicina, come chirurgia, pediatria e geriatria. Nonostante venga presentato come competente nella sua materia, nell'episodio Schermaglie fra generazioni ci sono dei riferimenti al fatto che il dottore sembri esercitare la professione di medico senza avere le dovute licenze.
L'età di Hibbert non è mai specificata, tuttavia si può dedurre che abbia una decina di anni più di Homer dal fatto che nell'episodio Due nuovi coinquilini per Homer è proprio Hibbert a curare Homer (già fidanzato con Marge) quando gli viene uno shock etilico.
Fa molti scherzi ai suoi pazienti e ha una risata inconfondibile: una sorta di raglio aspirato. È sposato con Bernice ed ha tre figli. Sembra quasi che il suo aspetto, quello della moglie e dei figli siano una parodia de I Robinson, la famiglia del noto telefilm anni ottanta. Hibbert incarna lo stereotipo del "buppy" (black-yuppie), l'afroamericano originario della classe lavoratrice ma arricchitosi ed elevatosi grazie a una professione raggiunta tramite il college. A volte ha idee bislacche come quando Homer si presenta da lui con il pollice mozzato, e lui rifiuta la polizza assicurativa sulle dita, sostenendo che il pollice non è un dito e che l'unica cosa che può fare è tagliare l'altro pollice per creare simmetria.
Quand'era giovane amava cambiare spesso pettinatura, sfoggiando sempre un look alla moda, mentre ora tiene i capelli molto corti. Pare abbia diversi fratelli perduti, ma due sono noti: il musicista Gengive Sanguinanti Murphy e il direttore dell'orfanotrofio di Shelbyville.
È una persona molto intelligente (Q.I. 155): viene spesso ritratto come un genio, si è laureato alla Johns Hopkins University, dove era compagno di studi di Willie Nelson, e soprattutto fa parte del Mensa di Springfield. Tuttavia, nonostante questo aspetto, per pagarsi gli studi al college di notte faceva lo spogliarellista, riscuotendo un notevole successo. È un membro del Partito Repubblicano e ama le Porsche e le Mercedes e i sigari cubani.